# بهمن (نیشابور)
روستای بهمن یا بهمان (نیشابور)، روستایی از دهستان دربقاضی از توابع بخش مرکزی شهرستان نیشابور،در استان خراسان رضوی ایران است. نام روستا بهمان یا بهمن است که به گویش محلی بهمو یا بمو تلفظ می‌شود.

## موقعیت جغرافیایی
فاصله روستا تا شهر نیشابور حدود ۴ کیلومتر و مساحت تقریبی آن حدود ۱۰ کیلومتر مربع است. حدود جغرافیایی از شمال و شمال شرق به روستاهای بحرودی و جوری و محمود آباد (به قول محلی‌ها، گوری و محمود هوا) و از جنوب به روستای کریم آباد، از غرب و جنوب غربی به قلعه نو و جاده الدی و از غرب به زمین‌های خالصه گازیرگا منتهی می‌شود.

## گویش
گویش محلی این روستا، گویش نیشابوری است.

## جمعیت
جمعیت روستا نتایج سرشماری عمومی نفوس و مسکن ۱۳۹۵، تعداد 45 خانوار و 139 نفر مشتمل بر 74 نفر مرد و 65 نفر زن می باشد.

## اقوام
این روستا خاستگاه قوم انتظاری ها می‌باشد.

## شغل اهالی
شغل اهالی روستا برای مردان در گذشته کشاورزی، قالی‌بافی و دامداری و برای زنان فرت‌بافی و نخ‌ریسی بود. اما در حال حاضر شغل بیشتر اهالی گاوداری و کارگری است.

## قنات روستای بهمان
قنات روستا سالیان سال است خشک شده و لذا زمین‌های آن زیر کشت نمی‌رود. قبل از خشک شدن آب قنات، نوبت آب هرکس که بود، آب در آبگیری که به آن تلخ می‌گفتند جمع می‌شد و بسته به میزان سهمیه آب طی ۱۲ تا ۲۴ ساعت آب در تلخ می‌ماند و جهت آبیاری از طریق جوی‌ها به سر زمین برده می‌شد. 

## از گذشته تا امروز
در گذشته روستا دارای حمام خزینه‌ای بود که آن هم تخریب شده است. همچنین در ایام قدیم در تمام خانه‌ها تنورهای نانوایی قرار داشت و همه کدبانوها می‌توانستند نان بپزند ولی حالا در خانه‌ها دیگر کسی نان نمی‌پزد چرا که روستا دارای نانوایی به سبک جدید شده است. حالا دیگر روستا از نعمت برق و گاز و آب لوله کشی و جاده آسفالت بهره‌مند است و مسجد روستا نیز بازسازی شده و به همت خیرین دارای گنبد و گل دسته هم شده است. دانش‌آموزان می توانند تا پایان مقطع ابتدایی در مدرسه روستا تحصیل نمایند.